# Родерес
Родерес (нід. Roderesch) — село в нідерландській провінції Дренте. Входить до муніципалітету Норденвелд.
Його площа становить 0,39 км², а населення станом на 2021 рік складало 250 осіб.
Перша згадка про населений пункт датується 1850-ими роками.

## Галерея

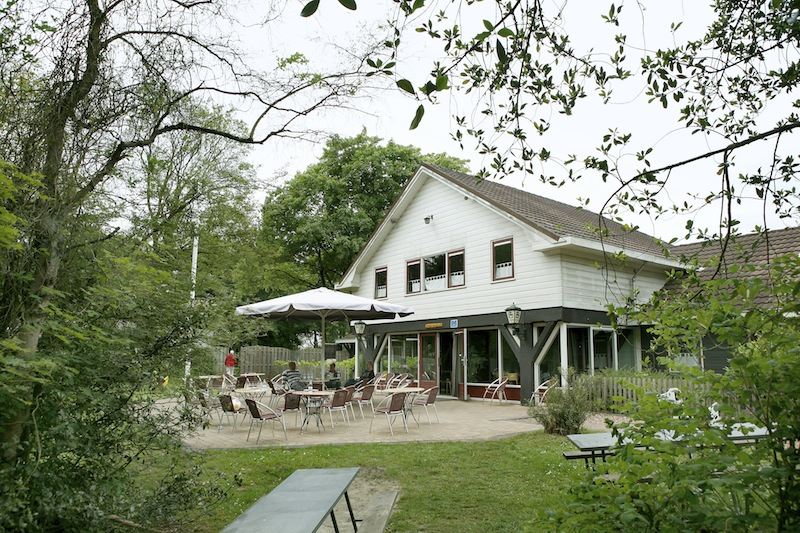
Будиночок для відпочинку De Zwerfsteen
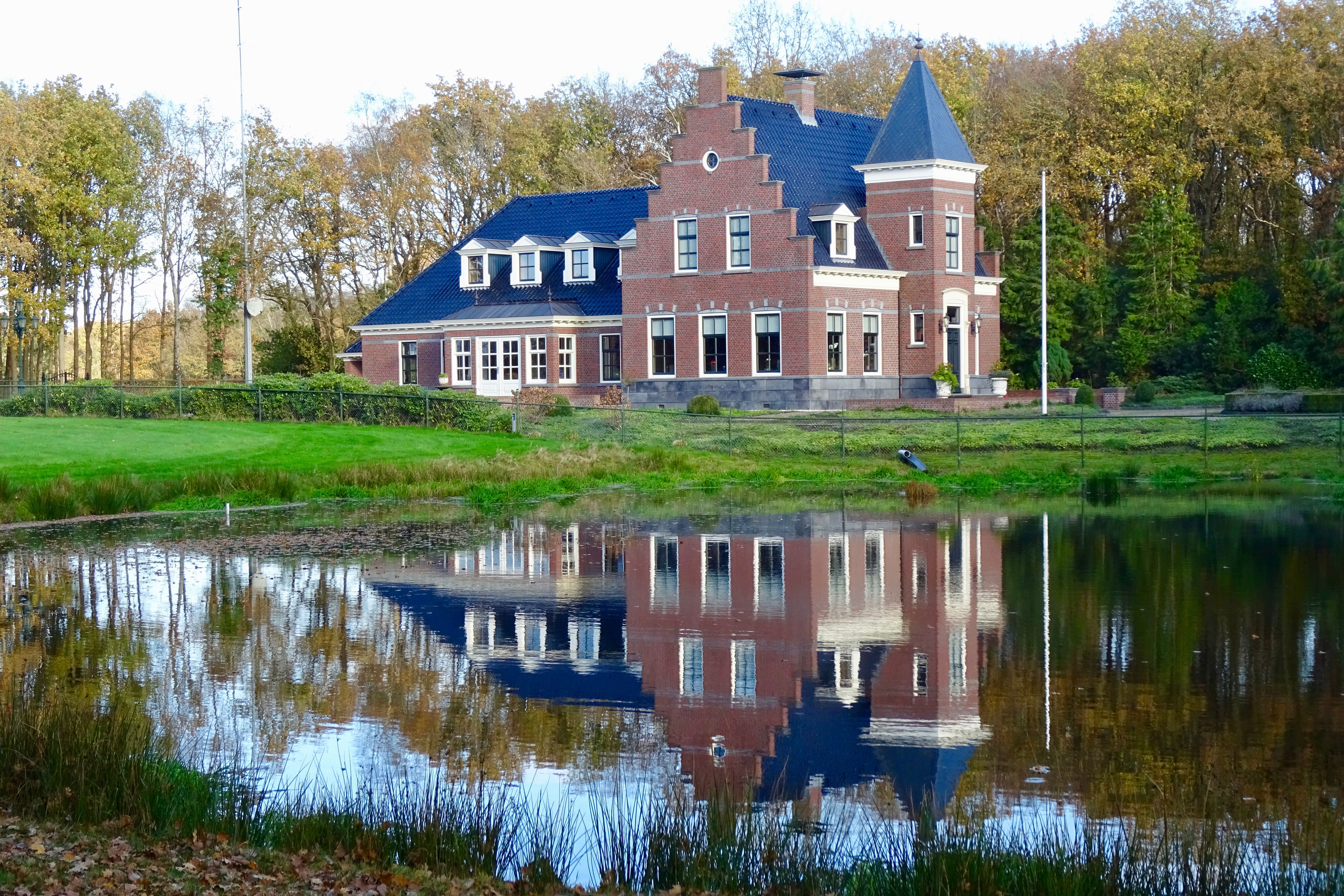
Маєток поблизу села